# Tambourissa hildebrandtii
Tambourissa hildebrandtii är en tvåhjärtbladig växtart som beskrevs av Janet Russell Perkins. Tambourissa hildebrandtii ingår i släktet Tambourissa och familjen Monimiaceae. Inga underarter finns listade i Catalogue of Life.